# Otto Heuss

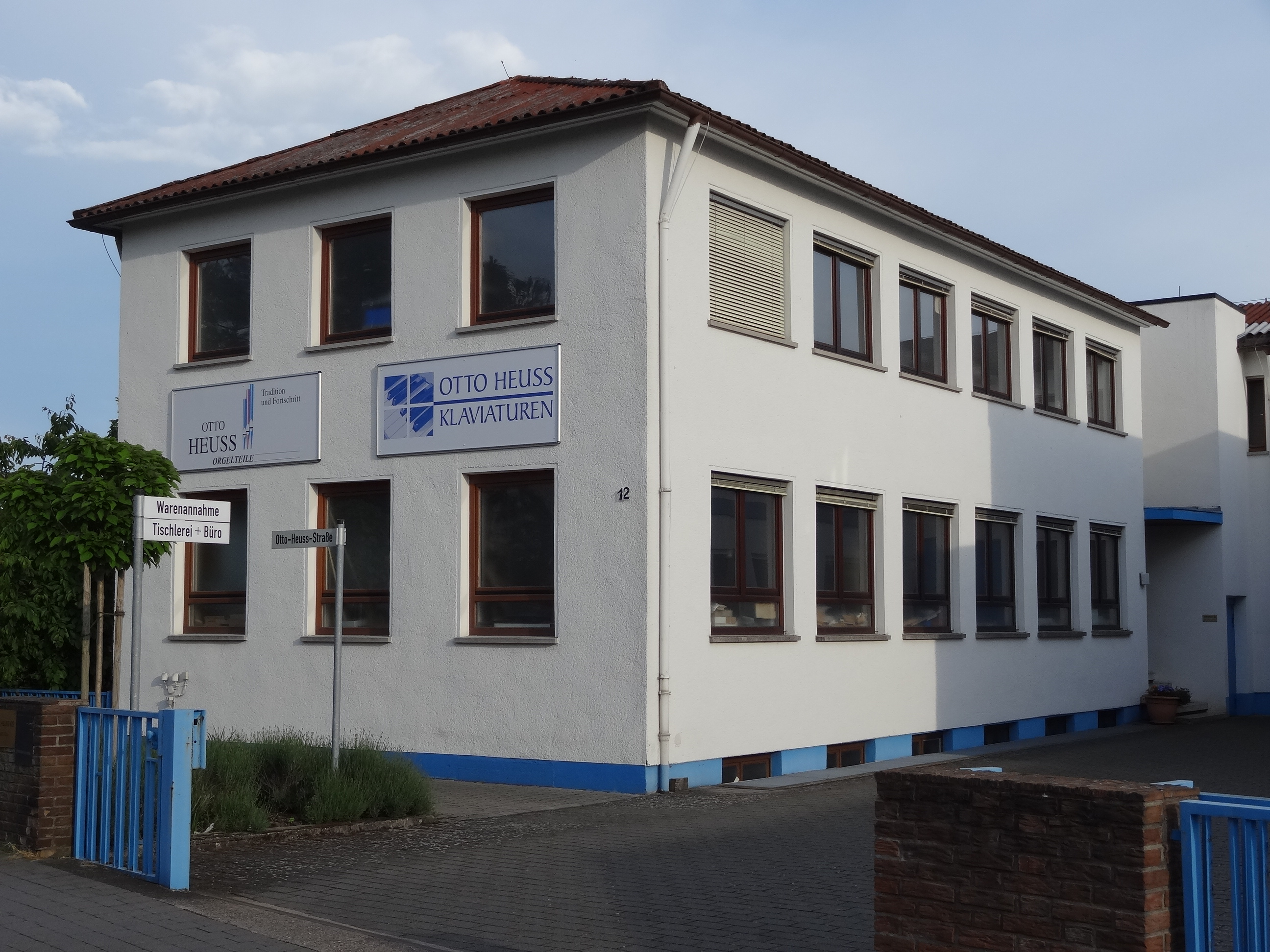
Firmensitz in Lich

Otto Heuss ist ein Zulieferer von Orgelbauteilen in Lich (Mittelhessen). Das Familienunternehmen wird in vierter Generation geführt und beliefert international Orgelbauer mit mechanischen, elektrischen und elektronischen Orgelteilen sowie Klaviaturen.

## Geschichte

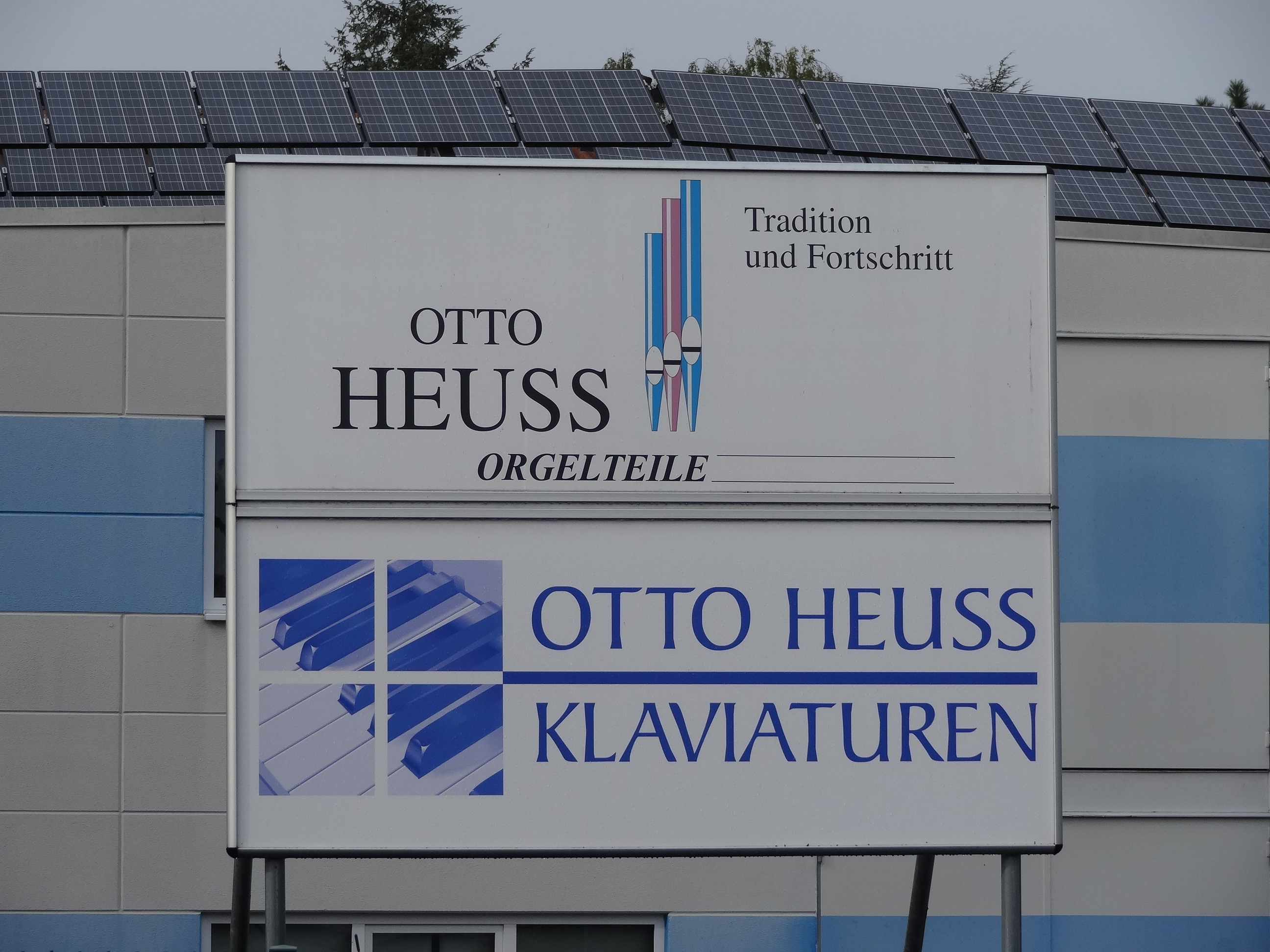
Licher Firmenschild

Der Firmengründer Otto Heuss (1895–1965) erlernte den Orgelbau bei Xaver Mönch in Überlingen, bis der Erste Weltkrieg die Ausbildung unterbrach. 1917 wurde er zum Ausbau der Zinnpfeifen eingesetzt, die als Metallspende des deutschen Volkes für die Rüstungsindustrie abgeliefert werden mussten. Nach den Gesellenjahren bei Mönch arbeitete Heuss bei Josef Ziegler in Heidelberg und ab 1923 bei Karl Reinisch & Söhne in Steinach am Brenner, ab 1927 war er Werkmeister bei Förster & Nicolaus in Lich.
Heuss gründete die Licher Firma am 15. Februar 1953 im Alter von 58 Jahren und baute anfangs in einer kleinen Kellerwerkstatt des Wohnhauses im Kreuzweg Spieltische für Orgeln. Heuss entwickelte 1956 einen ersten Spieltisch mit Federsatzkontakten und Rückstromsperre und baute ab 1959 Motoren zur Betätigung der Schleifen. Nach wenigen Jahren folgte der Umzug der Werkstatt in die Gießener Straße und im Jahr 1958 in die Licher Amtsgerichtsstraße 12. Später wurde das Gebäude aufgestockt und 1961 um einen Anbau erweitert. Der Bau von Spieltischen blieb der Kernbereich, wurde im Laufe der Jahre aber um die gesamte Spiel- und Registertraktur erweitert. Elektrische und elektronische Neuerungen fanden bei Heuss Eingang in die Fertigung der Bauteile und Systeme.

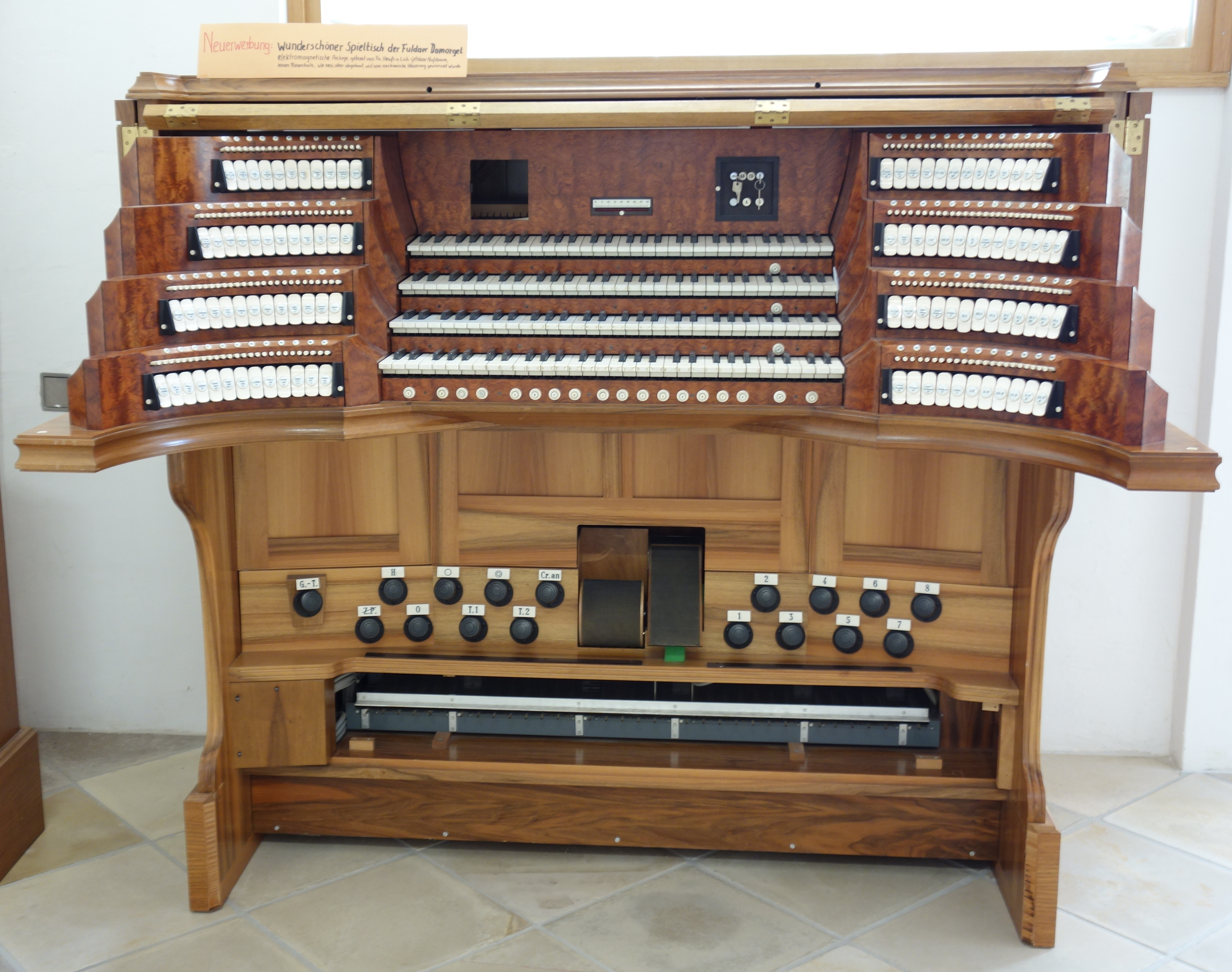
Ehemaliger Spieltisch der Fuldaer Domorgel (heute im Orgelzentrum Valley)

Der Sohn Otto Josef Heuss (* 5. September 1925; † 4. Januar 2000) wurde von 1939 bis 1942 bei Förster & Nicolaus als Lehrling ausgebildet. Nach Kriegsdienst und Gefangenschaft setzte er bei E. F. Walcker & Cie. seine Arbeit als Orgelbauer fort, die 1955 mit der Meisterprüfung abschloss. 1963 trat Heuss in den väterlichen Betrieb ein, der in eine Kommanditgesellschaft und später in eine GmbH umgewandelt wurde. Nach dem Tod des Firmengründers übernahm Otto Josef Heuss die Leitung. Seit 1965 wurden Setzerkombinationen vertrieben und ständig weiterentwickelt, zunächst mechanische, dann mit Relaisstationen, ab 1975 rein elektronische und seit 1980 mit Permanentspeichern. Seit 1987 kamen Lichtwellenleiter, noch im gleichen Jahr zum Beispiel für den fahrbaren Spieltisch der Gewandhausorgel in Leipzig,  zum Einsatz. Die Firma baute seit 1989 Jalousiesteuerungen für Schwellwerke und seit 1995 Koppelmagnete.
Der Enkel Stefan Otto Heuss (* 1964) erlernte den Orgelbau bei Werner Bosch. Er vertiefte seine Ausbildung in den USA, um 1986 in das Familienunternehmen zurückzukehren. Hier wurde er 1990 Geschäftsführer und übernahm 1992 die Firma. Im Jahr 2004 wurde als Tochterunternehmen die Oberhessische Klaviaturen GmbH gegründet, die Klaviaturen für Orgeln, Flügel und Klaviere, Cembali und Spinette anfertigte und unter anderem auch nach China exportierte. 2009 erfolgte die Umbenennung der Firma Oberhessische Klaviaturen GmbH in Otto Heuss Klaviaturen GmbH. Produziert wurden jährlich etwa 2400 Klaviaturen.
In vierter Generation erlernte der älteste Sohn Julian Philipp (* 1990) den Orgelbau bei Klais in Bonn. Er ist für die Bereiche Elektrik und Elektronik verantwortlich und Geschäftsführer. Julian Heuss entwickelte einen Spieltisch mit Touchscreensteuerung. Die Spielhilfen können heute über ein Smartphone geschaltet werden und ermöglichen dem Musiker neue Funktionen. Sein Bruder Tristan Felix (* 1993) ging bei Förster & Nicolaus in die Lehre und ist Werkstattleiter, Orgelspieltischkonstrukteur und Maschinenprogrammierer. Die beiden Brüder übernahmen Anfang 2023 die Geschäftsführung.
2017 wurden die beiden Firmen Otto Heuss GmbH und Otto Heuss Klaviaturen GmbH unter dem Namen der Otto Heuss GmbH zusammengelegt.
Im Jahr 2023 beschäftigte das Unternehmen 40 Mitarbeiter auf 2700 m² Produktionsfläche. Weltweit werden mehr als 1000 Orgelbauer in 40 Ländern mit Orgelteilen beliefert. Von Heuss stammen unter anderem die Teile der Orgeln in der Berliner St.-Hedwigs-Kathedrale, der Elbphilharmonie, dem Konzertsaal des Nationalen Kunst- und Kulturzentrum Weiwuying sowie der Passauer Domorgel.

## Auszeichnungen
- 2016: Bayerischer Staatspreis für besondere technische Leistungen im Handwerk für das „Traktursystem 2“.
- 2023: Hessischer Exportpreis